# Det enda som jag vet är att jag ingenting vet
Fraserna Det enda som jag vet är att jag ingenting vet, Jag vet att jag ingenting vet, och Jag är den klokaste mannen vid liv, för jag vet en sak, och det är att jag ingenting vet härrör från Platons beskrivning av den grekiske filosofen Sokrates. Uttrycket är ingenting Sokrates själv lär ha sagt.
Det här uttrycket är också kopplat till, eller sammanflätat med, svaret på en fråga som Sokrates (enligt Xenofon) eller Chairefon (enligt Platon) sägs ha ställt till Pythia, oraklet i Delfi, på vilken oraklet svarade någonting i stil med "Sokrates är den klokaste".

## Etymologi
Uttrycket kommer ursprungligen från latinets "ipse se nihil scire id unum sciat" och är en möjlig omskrivning hämtad från Sokrates försvarstal.

[…] ἔοικα γοῦν τούτου γε σμικρῷ τινι αὐτῷ τούτῳ σοφώτερος εἶναι, ὅτι ἃ μὴ οἶδα οὐδὲ οἴομαι εἰδέναι.

[…] Jag verkar alltså att i alla fall i just denna lilla sak vara visare än denne man, eftersom det jag inte vet, anser jag mig inte heller veta.